# بایانو
بایانو (به ایتالیایی: Baiano) یک کومونه در ایتالیا است که در استان آولینو واقع شده‌است.

## خصوصیات
بایانو ۱۲٫۲۵ کیلومترمربع مساحت و ۴٬۷۲۳ نفر جمعیت دارد و ۱۹۶ متر بالاتر از سطح دریا واقع شده‌است.